# Nyromantik
Artikeln handlar om stilen nyromantik. För musikströmningen som uppstod på 1980-talet, se New romantic.
Nyromantik är en numera sällan använd benämning på en stil inom måleri, litteratur och arkitektur, en efterföljd av romantikens stil. Termen förekom under 1800-talet även som en nedsättande beteckning på romantikens epok (t.ex. av Anders Fryxell, 1860), då det ansågs att det vi nu kallar förromantiken var den enda period som skulle kallas "romantiken".
Benämningen är inte väldefinierad utan har tolkats olika vid olika tidpunkter och konstformer och också beroende på i vilket land benämningen använts.

## Neo-romantik
Termen neo-romantik används internationellt för att täcka många olika rörelser inom filosofi, litteratur, musik, bildkonst, dans, arkitektur, mode och sociala rörelser, som finns och har funnits efter, och tagit in element från, romantiken. Termen har exempelvis refererat till det sena 1800-talets kompositörer som Richard Wagner. Carl Dahlhaus beskriver hans musik som "a late flowering of romanticism in a positivist age". Han beskriver neo-romantiken som synonym med "the age of Wagner", från omkring 1850 till 1890, en tid som samtidigt även innebar starten för den praktiska modernismens era. Termen neo-romantiken har också använts för att beskriva författare, konstnärer och kompositörer som undvek och opponerade sig mot modernism, realism, naturalism, avantgarde i olika omgångar från 1840-talet fram till vår tid.
I Tyskland används neo-romantik (Neuromantik) för en „literarischer Jugendstil“ (litterär Jugend), en strömning kring 1890–1915, som såg sig som en motkraft mot dåtida strömningar som naturalism och modernism.
En angränsande form av neo-romantik utgör nationalromantiken.